# グリゴレ・クライニチャヌ
グリゴレ・クライニチャヌ（Grigore Crăiniceanu、1852年 - 1935年）は、ルーマニアの軍人。工兵、築城の専門家。
ブカレスト出身。1877年～1878年の独立戦争に参加。1909年～1910年、ルーマニア軍最高司令官兼国防相。第一次世界大戦勃発後、同ポストに再任。
ルーマニア参戦後、トランシルバニアの第2軍司令官となり、オリト及びシビウ会戦で軍を指揮。ブラシチョヴォ会戦で撃破された後、ルーマニア軍残余部隊を南トランシルバニアに退却させ、第3軍を指揮し、分散した部隊をかき集めた。